# Hatrize

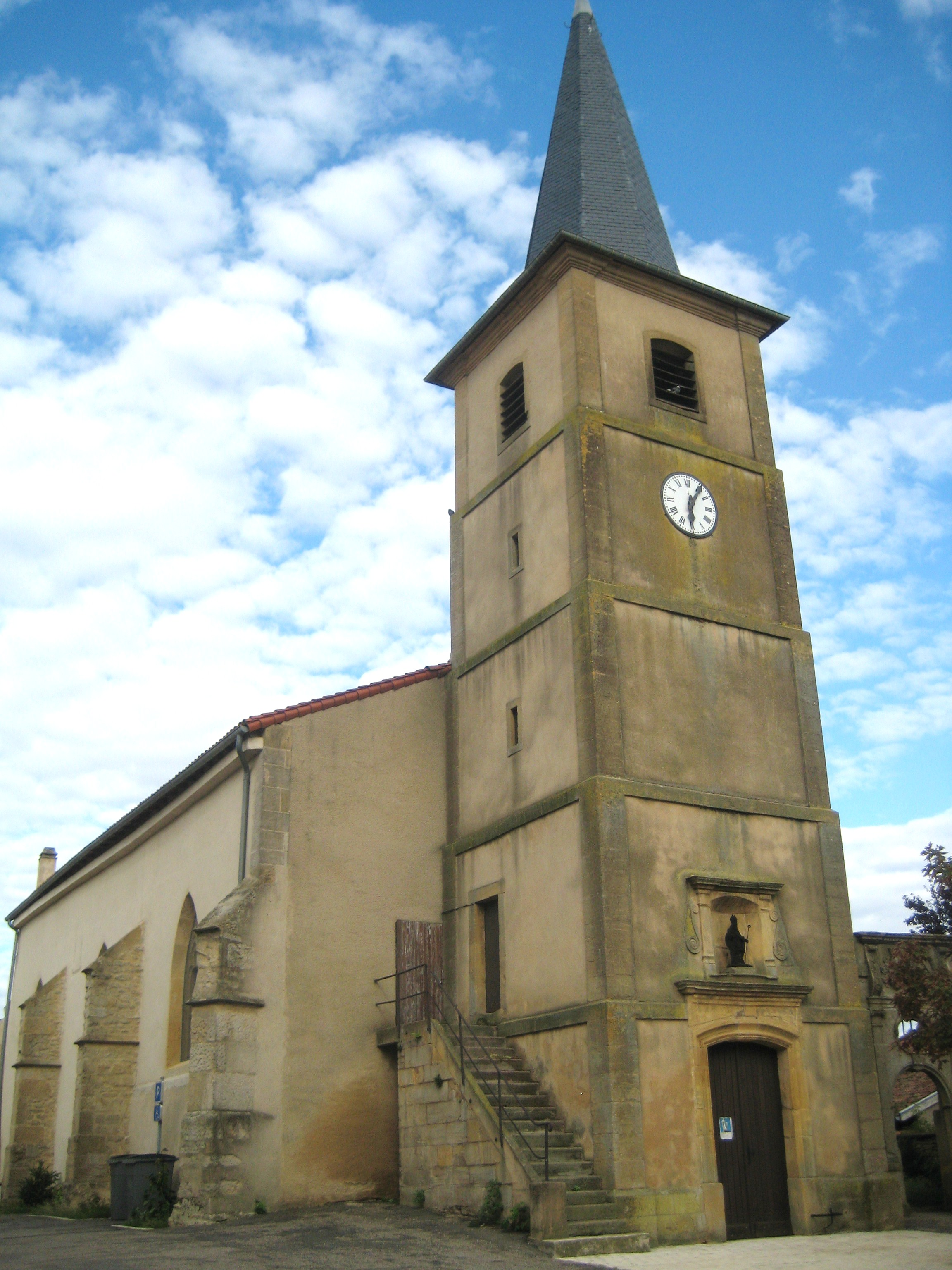
Kościół św. Marcina (2011)

Hatrize – miejscowość i gmina we Francji, w regionie Grand Est, w departamencie Meurthe i Mozela.
Według danych na rok 1990 gminę zamieszkiwały 704 osoby, a gęstość zaludnienia wynosiła 95 osób/km² (wśród 2335 gmin Lotaryngii Hatrize plasuje się na 480. miejscu pod względem liczby ludności, natomiast pod względem powierzchni na miejscu 799.).

## Populacja

Populacja Hatrize w latach 1962–2008